# Jarque de la Val
Jarque de la Val é um município da Espanha na província de Teruel, comunidade autónoma de Aragão. Tem 29,65 km² de área e em 2021 tinha 60 habitantes (densidade: 2 hab./km²).

## Demografia
| Variação demográfica do município entre 1991 e 2004 | Variação demográfica do município entre 1991 e 2004 | Variação demográfica do município entre 1991 e 2004 | Variação demográfica do município entre 1991 e 2004 |
| --------------------------------------------------- | --------------------------------------------------- | --------------------------------------------------- | --------------------------------------------------- |
| 1991                                                | 1996                                                | 2001                                                | 2004                                                |
| 116                                                 | 106                                                 | 93                                                  | 96                                                  |